# Vaidotas Viliūnas
Vaidotas Viliūnas (* 1956 in Kaunas) ist ein litauischer Wissenschaftler und Direktor von Marijampolės kolegija.

## Leben
Nach dem Abitur mit Auszeichnung 1974 an der J. Aleksonis-Mittelschule Kaunas absolvierte er von 1974 bis 1979 das Diplomstudium der Chemietechnologie am Kauno politechnikos institutas und von 1979 bis 1992 die Aspirantur und arbeitete am Lehrstuhl für Organische Chemie, danach Leiter des Lehrstuhls für Ingenieurökologie. Von 1993 bis 1995 war er Prorektor der Technischen Universität Kaunas (KTU), von 2004 bis 2006 war er Direktor des Programms für Projektmanagement an der Schule für Führungskräfte der ISM Universität, von 2006 bis 2010  Infrastruktur-Prorektor der Vytauto Didžiojo universitetas und Dozent am Lehrstuhl für Management. Seit 2011 ist er Direktor von Marijampolės kolegija.